# Голубь, Александр Наумович
Александр Наумович Голубь (1885—1969) — советский дипломат, консул, затем председатель Комиссии по чистке партии, старый большевик.

## Биография
Родился в семье бедного кустаря-сапожника. Член РСДРП(б) с 1905. В народнических кружках с 1899, в социал-демократических кружках с 1900. С 13 лет работал учеником маляра, затем рабочий-маляр. В 1901, 1902 и 1905 неоднократно, кратковременно, арестовывался за прокламации. Нелегально работал в Полесских железнодорожных мастерских Киева с 1902.
В 1905 арестован в Киеве, освобождён, с июля 1905 нелегально работал в Василеостровском райкоме Петроградского комитета, агитатор в войсках, сотрудник Военной организации РСДРП(б). В августе 1905 снова арестован в Петрограде, до октябрьской амнистии 1905 заключённый в «Крестах». С декабря 1905 создавал боевые дружины, командир одной из них в Василеостровском районе.
В 1906 член Выборгской военной организации РСДРП(б). С 1906 вновь в Петрограде, агитатор в Царскосельских военных лагерях. В июне 1906 арестован и приговорён к 5 годам «крепости», в заключении до 1911. В 1911 отдан в солдаты, служил до 1912, затем дезертировал.
В 1912 эмигрировал в Париж, знаком с В. И. Лениным, сотрудник Парижской секции РСДРП(б). В мае 1917 вернулся в Россию, работал в Василеостровском райкоме партии Петрограда и ЦК Союза рабочих-металлистов. Активный участник июньских-июльских выступлений большевиков в Петрограде. Занимался доставкой оружия для отрядов Красной гвардии. Участник Октябрьской революции в Петрограде.
В 1917—1918 на ответственной работе в Наркомате труда РСФСР. С сентября 1918 в аппарате НКИД РСФСР. В декабре 1918 командирован в Туркестан, комиссар иностранных дел Туркестана. С марта 1919 руководитель «чрезвычайной миссии» ТАССР в Хиве, вёл переговоры и заключил мирный договор с Джунаид-ханом. Член коллегии, заместитель народного комиссара иностранных дел Туркестана, одновременно, преподаватель истории партии в Туркестанской краевой партшколе в 1919. В октябре 1919 отозван ЦК ВКП(б) из Туркестана, был на фронте Гражданской войны, воевал против генерала Юденича. В 1920 вновь командирован в Туркестан, член коллегии внешних сношений до апреля 1921.

### На дипломатической работе
- полпред СССР в Турции (1921—1923);
- консул СССР в Латвии, Эстонии (1923—1924);
- консул СССР в Урмии (Персия) (с июня 1924 по март 1925);
- консул СССР в Норвегии, Париже (Франция) (1925—1929);

Затем на руководящей работе в отделе печати НКИД СССР, работал уполномоченным «на коллективизации» в 1929—1930. Ответственный инструктор, заведующий сектором проверки исполнения «Союзнефтеэкспорта» в 1930—1931. Член, ответственный секретарь советского бюро Интернационала моряков и портовых рабочих в 1931. С 1932 персональный пенсионер.
Член Всероссийского Общества старых большевиков с 1927. Председатель Комиссии по чистке партии в 1933—1934. В годы Великой Отечественной войны работал на Урале.